# Aristides Royo Sanchez
Aristides Royo Sanchez, né le 14 août 1940 à La Chorrera, est un homme d'État panaméen, président du Panama du 11 octobre 1978 au 31 juillet 1982.